# Gheorghe Hurmuzachi
Gheorghe Hurmuzachi (1817-1882) fue un publicista rumano.

## Biografía
Nació a comienzos del siglo XIX en la localidad de Cernăuca, en Bucovina. Era hermano de Nicolae, Constantin, Eudoxiu y Alexandru Hurmuzachi. Completó sus estudios parte en Cernăuţi, parte en la Universidad de Viena, y posteriormente entró al servicio del Estado. Dos años más tarde dimitió y junto con su hermano Alexandru editó el periódico Bucovina, suprimido por la censura austriaca en 1850. A partir de este período se dedicó principalmente a la literatura, fundando la "Sociedad para la cultura y la literatura rumanas en Bucovina". Falleció en 1882.